# بروس غوردون (ممثل)
بروس غوردون (بالإنجليزية: Bruce Gordon)‏ هو ممثل جنوب أفريقي، (ولد في جوهانسبرغ في جنوب أفريقيا القرن 19  م).

## وصلات خارجية
- بروس غوردون على موقع IMDb (الإنجليزية)
- بروس غوردون على موقع قاعدة بيانات الفيلم (الإنجليزية)